# Pararge anteparvorientalis
Pararge anteparvorientalis är en fjärilsart som beskrevs av Ruggero Verity 1938. Pararge anteparvorientalis ingår i släktet Pararge och familjen praktfjärilar. Inga underarter finns listade i Catalogue of Life.